# Conseil d'État (Oman)
Pour les autres articles nationaux ou selon les autres juridictions, voir Conseil d'État.
Bâtiment du Conseil d'Oman
Le Conseil d'État (en arabe : ﻣﺠﻠﺲ الدَولَة romanisé : Majlis al-Dawla) est la chambre haute du Conseil d'Oman, instauré par décret royal, promulguée en décembre 1997.

## Rôles
Ses rôles sont les suivants :
- assister le gouvernement pour mettre en application la stratégie globale de développement ;
- contribuer à approfondir les racines des valeurs de la société omanaise ;
- contribuer à maintenir les réussites ;
- contribuer à établir les principes de la loi fondamentale de l'État.

## Histoire
À la suite des contestations à Oman en 2011, le sultan Qabous transfert certains pouvoirs exécutifs au Conseil d'Oman qui n'était que consultatif jusqu'alors.
Le Conseil d'État s'est exprimé en faveur de la cause marocaine au sujet du conflit dans le Sahara occidental.
En 2017, le Conseil d'État comptait 14 femmes membres.

## Composition
Elle est composée de 86 membres nommés par décret royal.

## Nomination
Les membres du Conseil d'État doivent être nommés parmi :
- les anciens ministres et sous-secrétaires et équivalents ;
- les anciens ambassadeurs ;
- les anciens hauts magistrats ;
- les anciens officiers généraux ;
- les personnes reconnues pour leurs compétences et leur expérience dans les domaines de la science, des arts, de la culture, les universitaires ;
- les dignitaires et les hommes d'affaires ;
- les personnes qui ont rendu des services à la Nation ;
- les autres personnes que le Sultan considère comme compétents.

La durée du mandat est de quatre ans, le mandat est renouvelable.

## Présidence
- Président : Abdulmalik Al Khalili
- Secrétaire général : Khalid Al Saadi